# سوینگ (سبک اجرای جاز)
در موسیقی، اصطلاح «سویینگ» (swing)، دو استفاده اصلی دارد، یکی از آن‌ها جهت توصیف کیفیتی جلو برنده یا «احساسی» از ضرب‌آهنگ است، به‌ویژه هنگامی که موسیقی پاسخ جسمی را برانگیزد، همچون ضرب پا یا تکان دادن سر. این حس را در زبان انگلیسی «groove» (شیار) نامیده شده و به «shuffle» (درهم آمیختگی) نیز شناخته می‌شود.
استفاده دیگری از این اصطلاح «swung note(s)» (نوت‌های سوانگ) و «swung rhythm» (ریتم سوانگ) است که این مورد هم به‌طور خاص جهت اشاره به فنی (که اغلب مرتبط با جاز است، اما در سایر ژانرها نیز به کار رفته‌است) به کار می‌رود که دربرگیرندهٔ طویل‌سازی و کوتاه‌سازی متناوب اولین و دومین نوت‌های پیاپی در دو بخش از قسمت‌های پالس (pulse-divisions) یک ضرب است.